# Holbeach St. Johns
Holbeach St. Johns – wieś w Anglii, w hrabstwie Lincolnshire, w dystrykcie South Holland. Leży 65 km na południowy wschód od Lincoln i 138 km na północ od Londynu.